# Patriotas de Lares 2014
Questa voce raccoglie le informazioni riguardanti i Patriotas de Lares nelle competizioni ufficiali della stagione 2014.

## Organigramma societario
Area direttiva
- Presidente: José L. Torres Olivencia

Area tecnica
- Allenatore: Eduardo Galarza (fino a settembre), José Luis Díaz (da settembre)

## Rosa
| N° | Nome             | Ruolo | Data di nascita   | Nazionalità sportiva |
| -- | ---------------- | ----- | ----------------- | -------------------- |
| 1  | Onak López       | P     | 3 maggio 1994     | Porto Rico           |
| 1  | Ricardo Archilla | S     | 5 novembre 1991   | Porto Rico           |
| 2  | Rafael Ramos     | L     | -                 | Porto Rico           |
| 3  | Luis Ruiz        | P     | 17 maggio 1993    | Porto Rico           |
| 4  | Steven Morales   | C/O   | 7 aprile 1992     | Porto Rico           |
| 6  | Michael Williams | C     | 19 ottobre 1991   | Porto Rico           |
| 7  | Domingo González | S/O   | 29 gennaio 1990   | Porto Rico           |
| 9  | Abdriel Cardona  | S     | 20 aprile 1990    | Porto Rico           |
| 10 | Luis Quiñones    | C     | 22 settembre 1983 | Porto Rico           |
| 11 | Jessie Colón     | C     | 20 settembre 1984 | Porto Rico           |
| 12 | Bolívar Bermúdez | S     | -                 | Porto Rico           |
| 13 | Alexis Matías    | S     | 21 luglio 1974    | Porto Rico           |
| 14 | Alexander Robles | S     | 22 ottobre 1989   | Porto Rico           |
| 15 | Kevin Rodríguez  | P     | 12 agosto 1994    | Porto Rico           |
| 16 | Jackson Rivera   | S     | 19 agosto 1987    | Porto Rico           |
| 17 | Saúl Morales     | L     | -                 | Porto Rico           |

## Mercato
| Acquisti | Acquisti         | Acquisti                 | Acquisti              |
| R.       | Nome             | da                       | Modalità              |
| -------- | ---------------- | ------------------------ | --------------------- |
| P        | Luis Ruiz        | Indios de Mayagüez       | definitivo            |
| C/O      | Steven Morales   | Caribes de San Sebastián | prestito              |
| C        | Jessie Colón     | Caribes de San Sebastián | prestito              |
| S        | Alexis Matías    | Caribes de San Sebastián | prestito              |
| S        | Jackson Rivera   | Mets de Guaynabo         | definitivo            |
| S        | Ricardo Archilla | Cariduros de Fajardo     | cessione del prestito |

| Cessioni | Cessioni         | Cessioni | Cessioni |
| R.       | Nome             | a        | Modalità |
| -------- | ---------------- | -------- | -------- |
| S/O      | Iván Matos       | -        | ritirato |
| C        | Carlos Pietri    | -        | ritirato |
| S/O      | Héctor Galván    | -        | ritirato |
| C        | Gustavo Jirau    | -        | ritirato |
| ?        | Elmer Rivera     | -        | ritirato |
| P        | Jedisan Agosto   | -        | ritirato |
| C        | Michael Williams | -        | ritirato |

## Risultati

### LVSM

#### Regular season
| 1ª giornata - 21 agosto 2014 Coliseo Félix Méndez Acevedo, Lares            | Patriotas de Lares   | 3 - 0 | Gigantes de Carolina | 25-17, 26-24, 25-12               |
| 2ª giornata - 24 agosto 2014 Coliseo Guillermo Angulo, Carolina             | Gigantes de Carolina | 3 - 1 | Patriotas de Lares   | 28-26, 25-21, 22-25, 25-23        |
| 3ª giornata - 29 agosto 2014 Coliseo Félix Méndez Acevedo, Lares            | Patriotas de Lares   | 2 - 3 | Capitanes de Arecibo | 25-20, 21-25, 22-25, 25-21, 16-18 |
| 4ª giornata - 6 settembre 2014 Coliseo Manuel Iguina, Arecibo               | Capitanes de Arecibo | 1 - 3 | Patriotas de Lares   | 25-27, 25-23, 20-25, 25-27        |
| 5ª giornata - 12 settembre 2014 Coliseo Mario Morales, Guaynabo             | Mets de Guaynabo     | 3 - 0 | Patriotas de Lares   | 25-19, 25-22, 25-15               |
| 6ª giornata - 14 settembre 2014 Coliseo Félix Méndez Acevedo, Lares         | Patriotas de Lares   | 3 - 0 | Mets de Guaynabo     | 25-21, 25-22, 25-21               |
| 7ª giornata - 19 settembre 2014 Coliseo Félix Méndez Acevedo, Lares         | Patriotas de Lares   | 1 - 3 | Cariduros de Fajardo | 22-25, 23-25, 25-22, 22-25        |
| 8ª giornata - 21 settembre 2014 Coliseo Tomás Dones, Fajardo                | Cariduros de Fajardo | 3 - 2 | Patriotas de Lares   | 18-25, 25-22, 20-25, 25-21, 16-14 |
| 9ª giornata - 25 settembre 2014 Coliseo Félix Méndez Acevedo, Lares         | Patriotas de Lares   | 3 - 2 | Indios de Mayagüez   | 25-22, 25-22, 25-27, 21-25, 15-10 |
| 10ª giornata - 27 settembre 2014 Palacio de Recreación y Deportes, Mayagüez | Indios de Mayagüez   | 0 - 3 | Patriotas de Lares   | 16-25, 24-26, 22-25               |
| 11ª giornata - 2 ottobre 2014 Coliseo Félix Méndez Acevedo, Lares           | Patriotas de Lares   | 3 - 2 | Gigantes de Carolina | 25-23, 23-25, 25-19, 20-25, 15-9  |
| 12ª giornata - 5 ottobre 2014 Coliseo Guillermo Angulo, Carolina            | Gigantes de Carolina | 3 - 1 | Patriotas de Lares   | 25-15, 23-25, 25-23, 30-28        |
| 13ª giornata - 9 ottobre 2014 Coliseo Félix Méndez Acevedo, Lares           | Patriotas de Lares   | 3 - 0 | Capitanes de Arecibo | 25-23, 25-23, 25-20               |
| 14ª giornata - 12 ottobre 2014 Coliseo Manuel Iguina, Arecibo               | Capitanes de Arecibo | 3 - 0 | Patriotas de Lares   | 25-17, 25-13, 28-26               |
| 15ª giornata - 14 ottobre 2014 Coliseo Félix Méndez Acevedo, Lares          | Patriotas de Lares   | 3 - 0 | Indios de Mayagüez   | 25-23, 25-21, 25-21               |
| 16ª giornata - 17 ottobre 2014 Coliseo Mario Morales, Guaynabo              | Mets de Guaynabo     | 3 - 2 | Patriotas de Lares   | 24-26, 25-23, 24-26, 25-21, 15-10 |
| 17ª giornata - 19 ottobre 2014 Coliseo Félix Méndez Acevedo, Lares          | Patriotas de Lares   | 3 - 1 | Mets de Guaynabo     | 27-25, 23-25, 25-22, 25-22        |
| 18ª giornata - 24 ottobre 2014 Coliseo Félix Méndez Acevedo, Lares          | Patriotas de Lares   | 2 - 3 | Cariduros de Fajardo | 25-18, 25-21, 17-25, 22-25, 12-15 |
| 19ª giornata - 26 ottobre 2014 Coliseo Tomás Dones, Fajardo                 | Cariduros de Fajardo | 3 - 0 | Patriotas de Lares   | 25-19, 25-17, 25-18               |
| 20ª giornata - 28 ottobre 2014 Coliseo Manuel Iguina, Arecibo               | Capitanes de Arecibo | 3 - 0 | Patriotas de Lares   | 28-26, 25-17, 25-22               |
| 21ª giornata - 30 ottobre 2014 Palacio de Recreación y Deportes, Mayagüez   | Indios de Mayagüez   | 3 - 2 | Patriotas de Lares   | 26-28, 15-25, 25-12, 25-22, 15-8  |
| 22ª giornata - 1 novembre 2014 Coliseo Félix Méndez Acevedo, Lares          | Patriotas de Lares   | 0 - 3 | Indios de Mayagüez   | 25-27, 22-25, 24-26               |

## Statistiche

### Statistiche di squadra
| Competizione | Punti | In casa | In casa | In casa | In trasferta | In trasferta | In trasferta | Totale | Totale | Totale |
| Competizione | Punti | G       | V       | P       | G            | V            | P            | G      | V      | P      |
| ------------ | ----- | ------- | ------- | ------- | ------------ | ------------ | ------------ | ------ | ------ | ------ |
| LVSM         | 30    | 11      | 7       | 4       | 11           | 2            | 9            | 22     | 9      | 13     |
| Totale       | -     | 11      | 7       | 4       | 11           | 2            | 9            | 22     | 9      | 13     |

G = partite giocate; V = partite vinte; P = partite perse